# سمیر یوسف‌اف
سمیر یوسف‌اف (روسی: Самир Сабирович Юсифов؛ زادهٔ ۱۱ فوریهٔ ۱۹۹۴) بازیکن فوتبال اهل روسیه است.
از باشگاه‌هایی که در آن بازی کرده‌است می‌توان به باشگاه فوتبال نفتچی باکو، باشگاه فوتبال سومقاییت، و باشگاه فوتبال ینی‌سئی کراسنویارسک اشاره کرد.